# Андрія Шимич
Андрія «Андріїца» Шіміч (1833 — 5 лютого 1905) — герцеговинський гайдук.

## Життєпис
Андрія Шимич (Andrijica — зменшувана форма) народився в Груде в сім'ї етнічних хорватів, де було семеро дітей: у нього був брат і п'ять сестер. У віці десяти років він переїхав до Мостара, щоб працювати найманим робітником у османського аги Тіквіни. Там він працював до 20 років, коли повернувся в своє село.
Османські податківці переслідували місцевих жителів і пограбували батька Андрійка. Розлючений, він став гайдуком, щоб боротися з турецькою владою. Його неодноразово переслідували та ув'язнювали за грабежі багатих мусульман і християн. Його напади поширювалися на османську та австро-угорську території, через що австрійська влада видала ордер на його арешт.
До нього приєдналися інші молоді люди, і він шість років уникав влади. Вони, подібно до Робін Гуда, крали в багатих і роздавали бідним.
Загін переслідувала австро-угорська влада, і одного разу в селі Загвоздь він застрелив поліцейського, намагаючись втекти. Він втік до села Руновічі, де знайшов притулок у родини Гарац. Проте Анте Гарац і його дружина Ката разом із шістьма іншими селянами зв'язали його уві сні та передали владі.
Коли його нарешті судили в 1871 році, вони засудили його до довічного ув'язнення. Він провів 33 роки у в'язниці Копера, коли був умовно-достроково звільнений у віці 68 років завдяки зусиллям його пасинка Йозо, який був солдатом австро-угорської армії.
Коли Андрійїца повернувся до Далмації, жителі Спліта відсвяткували це триденним святом і дали йому значні пожертви. Він вирішив подорожувати по всій Далмації, розповідаючи історії про свої пригоди людям.
Одного разу він забрів у село Руновічі і там помер. Коли він помер, усі гроші, які вони знайшли в його кишені, складали одну крону та дві пара.
Іван Міміца Зункало (1862—1945) відбував покарання у в'язниці разом із Шимічем і за цей час склав 3616 десятискладових віршів епічної поезії, які опублікував у 1892 році. Шимич пізніше був темою для кількох інших епічних пісень, ліричних віршів, драм і романів, а також документального фільму Хорватського радіотелебачення 1995 року.
У 1991 році місцева влада Імотського вирішила встановити пам'ятник на його могилі в Руновічах. Скульптуру відлив сплітський художник Анте Стрініч.